# Зайнчківська Лідія Іванівна
Лі́дія Іва́нівна Зайнчкі́вська (нар. 12 грудня 1961, с. Тіньки Чигиринського району Черкаської області) — українська бандуристка і співачка (драматичне сопрано), учасниця тріо бандуристок «Вербена», художній керівник Черкаської обласної філармонії. Народна артистка України (1999).

## Творчість
Закінчила Черкаське музичне училище і Київську консерваторію.
З 1983 року — учасниця тріо бандуристок «Вербена», створеного за ініціативи Сергія Баштана при Київській консерваторії.
Від 1987 — тріо бандуристок працює у Черкаській філармонії.
У складі «Вербени» гастролювала в Польщі, США, Австрії, країнах СНД та ін. Виступала в 30 країнах світу.
Згодом стала художнім керівником Черкаської обласної філармонії.
Знімалась у фільмі «Василь Симоненко» (1994, режисер В. Артеменко, «Укртелефільм»).

## Визнання
- 1988 — Перша премія Республіканського конкурсу виконавців на народних інструментах (Івано-Франківськ)
- 1993 — Перша премія Першого Міжнародного конкурсу бандуристів ім. Г. Хоткевича (Київ)
- 1999 — Народна артистка України